# آیت بو اولی
ایت بو اولی (به فرانسوی: Ait Bou Oulli) یک منطقهٔ مسکونی در مراکش است که در تادله ازیلال واقع شده‌است.

## خصوصیات
ایت بو اولی ۹٬۴۹۳ نفر جمعیت دارد.